# Jean-Baptiste Drouet d'Erlon
Jean-Baptiste Drouet d'Erlon (Reims, 29 luglio 1765 – Parigi, 25 gennaio 1844) è stato un generale francese, maresciallo di Francia dal 1843.

## Biografia
Figlio e nipote di carpentieri, si arruolò volontario nel 1792. Servì negli eserciti della Rivoluzione e dell'Impero.
Servì, in qualità di aiutante di campo del generale Lefebvre, nelle campagne del 1793, 1794, 1795 e 1796 nell'Armata della Mosella e nell'Armata di Sambre e Mosa. Durante la guerra della seconda coalizione combatté nel fronte tedesco, distinguendosi nella battaglia di Hohenlinden come sottoposto del generale Richepanse.
Servì quindi nell'Armata di Hannover come generale di brigata, fu nominato generale di divisione nel 1803, mettendosi in luce a Jena, alla presa di Halle (1806), a Friedland, dove, capo di Stato Maggiore del corpo d'armata del maresciallo Lannes, ricevette una ferita.
Nello stesso anno fu decorato col titolo di grand'ufficiale della Legion d'onore. Creato conte, ebbe il comando di una divisione del I Corpo d'armata del maresciallo Bernadotte nel 1805 e partecipò alla battaglia di Austerlitz.
Nel 1809 contribuì in maniera importante alla conquista del Tirolo.
Servì sotto Massena in Spagna, resistendo alle truppe britanniche sino all'ultimo. Dal 1810 al 1814 combatté in Spagna e Portogallo dove ottenne numerosi successi. Dopo la battaglia di Vitoria, dove comandava un corpo d'armata, divenne uno dei luogotenenti del maresciallo Soult e prese parte alle battaglie di Aire-sur-l'Adour, di Orthez e di Tolosa.
Sotto la Prima Restaurazione, Drouet fu nominato cavaliere di San Luigi, gran cordone della Legione d'onore, e comandante della 16ª Divisione militare. Fu uno dei più ferventi sostenitori di Napoleone al ritorno dall'Elba.
Durante i Cento Giorni fu nominato pari di Francia e ricevette il comando del I Corpo d'armata dell'Armata del Nord. Durante la campagna del 1815 non poté partecipare né alla battaglia di Ligny né a quella di Quatre Bras, il 16 giugno, a causa di ordini contraddittori di Napoleone e di Ney, dal cui comando dipendeva il suo corpo d'armata.
Per converso il suo corpo d'armata fu incaricato di condurre l'attacco principale a Waterloo il 18 giugno, senza successo; compì prodigi di valore, cionondimeno, disse Napoleone, «si rese inutile».
(Emmanuel de Las Cases)
Dopo la capitolazione di Parigi, Drouet d'Erlon si portò col suo corpo d'armata al di là della Loira. 
Colpito dall'ordinanza del 24 luglio, esiliato e condannato a morte in contumacia nel 1816, passò il confine trovando asilo in Prussia a Bayreuth. Più tardi impiantò un birrificio nei dintorni di Monaco di Baviera.
Graziato da Carlo X durante l'incoronazione, rientrò in Francia nel 1825, trascorrendo vita riservata sino alla Rivoluzione del 1830.
Nel 1834 fu nominato governatore generale dell'Algeria. Adottò alcune utili misure, creando i bureaux arabes e introducendo la struttura amministrativa municipale. Ma, non avendo dimostrato contro Abd el-Kader il vigore necessario, fu richiamato in patria nel 
1835 e fu nominato comandante della divisione militare di Nantes.
Per ordinanza reale del 9 aprile 1843 fu elevato alla dignità di maresciallo di Francia, qualche mese prima della morte.
Fu sepolto al Cimetière du Nord a Reims; il suo nome è iscritto sul lato est dell'Arco di Trionfo di Parigi.

## Araldica
|  |

|  |

## Opere
- Vie militaire, 1844.